# Gran Premio di Spagna 2002
Il Gran Premio di Spagna 2002 è stato un Gran Premio di Formula 1 disputato il 28 aprile 2002 sul circuito di Catalogna, a Montmeló. La gara fu vinta da Michael Schumacher su Ferrari, davanti a Juan Pablo Montoya su Williams - BMW e a David Coulthard su McLaren - Mercedes.

## Vigilia

### Aspetti tecnici
La Ferrari introdusse diverse modifiche per la F2002, che era risultata già vincente nei precedenti Gran Premi del Brasile e di San Marino. In particolare, furono montate delle nuove barre di torsione, modificati gli schermi dietro alle ruote anteriori e introdotti dei nuovi alettoni sia all'anteriore che al posteriore. La McLaren affinò ulteriormente lo schema delle sospensioni posteriori, già modificato in occasione del Gran Premio precedente, mentre la Williams poté beneficiare di una versione potenziata del propulsore BMW e di un nuovo alettone posteriore.
Portarono delle versioni evolute dei propri motori anche la Honda e la Cosworth, quest'ultimo utilizzato dalla sola Jaguar in gara, mentre la Arrows preferì continuare ad impiegare la versione standard.

## Prove libere

### Resoconto
Durante le prove libere di sabato sulla vettura di Webber cedette l'alettone anteriore, di nuova costruzione rispetto a quello utilizzato in precedenza e scartato in seguito al cedimento.

### Risultati
Nella prima sessione di prove di venerdì i risultati furono i seguenti:
| Pos | No | Pilota             | Costruttore       | Tempo    |
| --- | -- | ------------------ | ----------------- | -------- |
| 1   | 1  | Michael Schumacher | Ferrari           | 1'20"681 |
| 2   | 2  | Rubens Barrichello | Ferrari           | 1'20"742 |
| 3   | 8  | Felipe Massa       | Sauber - Petronas | 1'21"364 |

Nella seconda sessione di prove di venerdì i risultati furono i seguenti:
| Pos | No | Pilota                | Costruttore       | Tempo    |
| --- | -- | --------------------- | ----------------- | -------- |
| 1   | 1  | Michael Schumacher    | Ferrari           | 1'20"380 |
| 2   | 20 | Heinz-Harald Frentzen | Arrows - Cosworth | 1'20"450 |
| 3   | 15 | Jenson Button         | Renault           | 1'20"693 |

Nella sessione di prove di sabato mattina i risultati furono i seguenti:
| Pos | No | Pilota             | Costruttore       | Tempo    |
| --- | -- | ------------------ | ----------------- | -------- |
| 1   | 2  | Rubens Barrichello | Ferrari           | 1'18"048 |
| 2   | 7  | Nick Heidfeld      | Sauber - Petronas | 1'18"144 |
| 3   | 1  | Michael Schumacher | Ferrari           | 1'18"226 |

## Qualifiche

### Resoconto
Le qualifiche furono dominate dai piloti della Ferrari, gli unici in grado di competere per la pole position. Michael Schumacher fece segnare il miglior tempo, battendo il precedente record sul giro, al terzo tentativo, dopo aver modificato l'assetto della propria vettura sul modello di quello adottato da Barrichello, fino a quel momento più rapido del compagno di squadra. Il brasiliano si piazzò in seconda posizione a tre decimi di distacco da Schumacher. Gli altri risultarono molto più staccati: Ralf Schumacher, in terza posizione, fu l'unico a contenere il distacco dalla pole position sotto il secondo, accusando comunque un ritardo di nove decimi, mentre gli altri, a partire dal compagno di squadra Montoya, rimasero ancora più distanti.
Alle spalle del colombiano si piazzò Räikkönen, seguito da Button, Coulthard, Heidfeld, Trulli e Frentzen. Dopo il cedimento dell'ala anteriore sulla vettura di Webber in mattinata, durante la sessione di qualifica il suo compagno di squadra Yoong ebbe lo stesso problema. Nonostante la rottura fosse stata probabilmente causata da un passaggio troppo violento su un cordolo, la Minardi decise, in via precauzionale, di rispedire in Italia diverse ali anteriori di riserva, che sarebbero giunte nuovamente sul circuito catalano la mattina dopo, debitamente rinforzate.

### Risultati
| Pos | No | Pilota                | Costruttore        | Pneumatici | Tempo    | Distacco |
| --- | -- | --------------------- | ------------------ | ---------- | -------- | -------- |
| 1   | 1  | Michael Schumacher    | Ferrari            | B          | 1'16"364 |          |
| 2   | 2  | Rubens Barrichello    | Ferrari            | B          | 1'16"690 | +0"326   |
| 3   | 5  | Ralf Schumacher       | Williams - BMW     | M          | 1'17"277 | +0"913   |
| 4   | 6  | Juan Pablo Montoya    | Williams - BMW     | M          | 1'17"425 | +1"081   |
| 5   | 4  | Kimi Räikkönen        | McLaren - Mercedes | M          | 1'17"519 | +1"155   |
| 6   | 15 | Jenson Button         | Renault            | M          | 1'17"638 | +1"274   |
| 7   | 3  | David Coulthard       | McLaren - Mercedes | M          | 1'17"662 | +1"298   |
| 8   | 7  | Nick Heidfeld         | Sauber - Petronas  | B          | 1'17"851 | +1"487   |
| 9   | 14 | Jarno Trulli          | Renault            | M          | 1'17"929 | +1"565   |
| 10  | 20 | Heinz-Harald Frentzen | Arrows - Cosworth  | B          | 1'18"121 | +1"757   |
| 11  | 8  | Felipe Massa          | Sauber - Petronas  | B          | 1'18"139 | +1"775   |
| 12  | 9  | Giancarlo Fisichella  | Jordan - Honda     | B          | 1'18"291 | +1"927   |
| 13  | 12 | Olivier Panis         | BAR - Honda        | B          | 1'18"472 | +2"108   |
| 14  | 21 | Enrique Bernoldi      | Arrows - Cosworth  | B          | 1'18"515 | +2"151   |
| 15  | 11 | Jacques Villeneuve    | BAR - Honda        | B          | 1'18"847 | +2"683   |
| 16  | 17 | Pedro de la Rosa      | Jaguar - Ford      | M          | 1'18"885 | +2"521   |
| 17  | 24 | Mika Salo             | Toyota             | M          | 1'18"897 | +2"533   |
| 18  | 10 | Takuma Satō           | Jordan - Honda     | B          | 1'19"002 | +2"638   |
| 19  | 25 | Allan McNish          | Toyota             | M          | 1'19"025 | +2"661   |
| 20  | 23 | Mark Webber           | Minardi - Asiatech | M          | 1'19"802 | +3"438   |
| 21  | 22 | Alex Yoong            | Minardi - Asiatech | M          | 1'21"415 | +5"151   |
| 22  | 16 | Eddie Irvine          | Jaguar - Ford      | M          | s.t.     | /        |

## Warm up

### Resoconto
Durante il warm up sulla vettura di Webber cedette l'alettone posteriore. La Minardi decise quindi di ritirare dalla gara entrambe le vetture.

### Risultati
Nel warm up di domenica mattina i migliori tempi furono i seguenti:
| Pos | No | Pilota             | Costruttore       | Tempo    |
| --- | -- | ------------------ | ----------------- | -------- |
| 1   | 2  | Rubens Barrichello | Ferrari           | 1'20"229 |
| 2   | 7  | Nick Heidfeld      | Sauber - Petronas | 1'20"857 |
| 3   | 1  | Michael Schumacher | Ferrari           | 1'20"884 |

## Gara

### Resoconto
Al via del giro di ricognizione sulla Ferrari di Barrichello si ruppe la trasmissione, costringendolo al ritiro ancora prima dell'inizio della gara. La partenza si svolse regolarmente, con Michael Schumacher che mantenne la prima posizione davanti a Ralf Schumacher, Montoya, Räikkönen, Button, Coulthard, Trulli e Heidfeld. Il pilota della Ferrari cominciò immediatamente a guadagnare un notevole vantaggio sui rivali, incapaci di tenere il suo ritmo. Nel corso del quarto giro sulla McLaren di Räikkönen cedette l'alettone posteriore: il pilota finlandese riuscì a controllare la vettura e a riportarla ai box, dove si ritirò. Ad eccezione di questo episodio e dei ritiri di Fisichella e Sato, rispettivamente per via di problemi al cambio e per un'uscita di pista, non vi furono episodi di rilievo fino alla prima serie di soste ai box, in seguito alla quale le posizioni di testa rimasero comunque invariate: Michael Schumacher rimase in testa alla corsa con un grande margine sul fratello, seguito da Montoya, Button e Coulthard. Al 29º giro, però, Ralf Schumacher perse il controllo della sua Williams, uscendo di pista e danneggiandola. Rientrato ai box per le riparazioni, perse altri trenta secondi perché i meccanici non trovavano più la ruota anteriore sinistra, compromettendo così definitivamente la propria gara.
Al 34º passaggio Coulthard ebbe la meglio su Button, che cominciò ad accusare problemi al cambio. Due giri più tardi il pilota inglese fu costretto a lasciar strada anche al compagno di squadra. La seconda serie di pit stop non cambiò la situazione, con l'eccezione del sorpasso di Heidfeld ai danni di Button, sempre più in difficoltà e sopravanzato, nel corso del 56º giro, anche da Massa e Frentzen. Una tornata più tardi anche Trulli iniziò a rallentare per un problema all'acceleratore. Il pilota italiano venne superato da Heidfeld, Massa, Frentzen e Villeneuve. Negli ultimi giri entrambe le Renault si fermarono definitivamente, così come Ralf Schumacher, che ruppe il motore della sua Williams. Michael Schumacher vinse davanti a Montoya, Coulthard, Heidfeld, Massa e Frentzen, che portò il primo punto stagionale alla Arrows.

### Risultati
| Pos      | No | Pilota                | Costruttore        | Pneumatici | Giri | Tempo/Ritiro e posizione al ritiro | Partenza | Punti |
| -------- | -- | --------------------- | ------------------ | ---------- | ---- | ---------------------------------- | -------- | ----- |
| 1        | 1  | Michael Schumacher    | Ferrari            | B          | 65   | 1h30'29"981                        | 1        | 10    |
| 2        | 6  | Juan Pablo Montoya    | Williams - BMW     | M          | 65   | +35"630                            | 4        | 6     |
| 3        | 3  | David Coulthard       | McLaren - Mercedes | M          | 65   | +42"623                            | 7        | 4     |
| 4        | 7  | Nick Heidfeld         | Sauber - Petronas  | B          | 65   | +1'06"697                          | 8        | 3     |
| 5        | 8  | Felipe Massa          | Sauber - Petronas  | B          | 65   | +1'18"973                          | 11       | 2     |
| 6        | 20 | Heinz-Harald Frentzen | Arrows - Cosworth  | B          | 65   | +1'20"430                          | 10       | 1     |
| 7        | 11 | Jacques Villeneuve    | BAR - Honda        | B          | 64   | +1 giro                            | 15       |       |
| 8        | 25 | Allan McNish          | Toyota             | M          | 64   | +1 giro                            | 19       |       |
| 9        | 24 | Mika Salo             | Toyota             | M          | 64   | +1 giro                            | 17       |       |
| Ritirato | 14 | Jarno Trulli          | Renault            | M          | 63   | Acceleratore                       | 9        |       |
| Ritirato | 5  | Ralf Schumacher       | Williams - BMW     | M          | 63   | Motore                             | 3        |       |
| Ritirato | 15 | Jenson Button         | Renault            | M          | 60   | Cambio                             | 6        |       |
| Ritirato | 12 | Olivier Panis         | BAR - Honda        | B          | 43   | Scarico (7°)                       | 13       |       |
| Ritirato | 16 | Eddie Irvine          | Jaguar - Ford      | M          | 41   | Impianto idraulico (14°)           | 20       |       |
| Ritirato | 21 | Enrique Bernoldi      | Arrows - Cosworth  | B          | 40   | Impianto idraulico (15°)           | 14       |       |
| Ritirato | 10 | Takuma Satō           | Jordan - Honda     | B          | 10   | Testacoda (11°)                    | 18       |       |
| Ritirato | 9  | Giancarlo Fisichella  | Jordan - Honda     | B          | 5    | Cambio (16°)                       | 12       |       |
| Ritirato | 4  | Kimi Räikkönen        | McLaren - Mercedes | M          | 4    | Cedimento alettone posteriore (4°) | 5        |       |
| Ritirato | 17 | Pedro de la Rosa      | Jaguar - Ford      | M          | 2    | Testacoda (19°)                    | 16       |       |
| NP       | 2  | Rubens Barrichello    | Ferrari            | B          | 0    | Trasmissione                       | 2        |       |
| NP       | 23 | Mark Webber           | Minardi - Asiatech | M          | 0    | Ritiro volontario                  |          |       |
| NP       | 22 | Alex Yoong            | Minardi - Asiatech | M          | 0    | Ritiro volontario                  |          |       |

## Classifiche

### Piloti
| Pos. | Pilota                | Punti |
| ---- | --------------------- | ----- |
| 1    | Michael Schumacher    | 44    |
| 2    | Juan Pablo Montoya    | 23    |
| 3    | Ralf Schumacher       | 20    |
| 4    | David Coulthard       | 9     |
| 5    | Jenson Button         | 8     |
| 6    | Rubens Barrichello    | 6     |
| 7    | Nick Heidfeld         | 5     |
| 8    | Kimi Räikkönen        | 4     |
| 9    | Eddie Irvine          | 3     |
| 9    | Felipe Massa          | 3     |
| 11   | Mark Webber           | 2     |
| 11   | Mika Salo             | 2     |
| 13   | Heinz-Harald Frentzen | 1     |

### Costruttori
| Pos. | Team               | Punti |
| ---- | ------------------ | ----- |
| 1    | Ferrari            | 50    |
| 2    | Williams - BMW     | 43    |
| 3    | McLaren - Mercedes | 13    |
| 4    | Renault            | 8     |
| 4    | Sauber - Petronas  | 8     |
| 6    | Jaguar - Ford      | 3     |
| 7    | Minardi - Asiatech | 2     |
| 7    | Toyota             | 2     |
| 9    | Arrows - Cosworth  | 1     |